# .tj
.tj (Tadjiquistão) é o código TLD (ccTLD) na Internet para o Tajiquistão.